# Martina Majerle
Martina Majerle est une chanteuse croate née le 2 mai 1980 à Rijeka.
En 2009, elle représente la Slovénie au Concours Eurovision de la chanson en compagnie du groupe Quartissimo avec la chanson Love symphony mais échoue en demi-finale.
Elle est également choriste pour trois autres chansons du concours : 
- En 2003 avec Claudia Beni pour la  Croatie;
- En 2007 avec Alenka Gotar pour la  Slovénie;
- En 2008 avec Stefan Filipović pour le  Monténégro.